# Karla - Mavrοvouni - Kefalovrysο Velestinou - Neοchori
Karla - Mavrοvouni - Kefalovrysο Velestinou - Neοchori este o arie protejată (arie specială de conservare — SAC, sit de importanță comunitară — SCI) din Grecia întinsă pe o suprafață de 46.991,15 ha, integral pe uscat.

## Localizare
Centrul sitului Karla - Mavrοvouni - Kefalovrysο Velestinou - Neοchori este situat la coordonatele 39°35′42″N 22°50′01″E / 39.594874°N 22.833717°E.

## Înființare
Situl Karla - Mavrοvouni - Kefalovrysο Velestinou - Neοchori a fost declarat sit de importanță comunitară în august 1996 pentru a proteja 5 specii de animale. Situl a fost protejat și ca arie specială de conservare în martie 2011.

## Biodiversitate
Situată în ecoregiunile marină mediteraneană și mediteraneană, aria protejată conține 14 habitate naturale: Bancuri de nisip acoperite în permanență slab de apă marină, Straturi cu Posidonia (Posidonion oceanicae), Recifuri, Ape puternic oligomezotrofe cu vegetație bentonică cu Chara spp., Pajiști carstice calcaroase sau bazofile, de Alysso-Sedion albi, Pseudostepă cu ierburi și specii anuale de Thero-Brachypodietea, Peșteri marine scufundate complet sau parțial, Păduri panonice-balcanice de stejar turcesc - stejar sesil, Păduri de Castanea sativa, Păduri de Quercus frainetto, Păduri de Platanus orientalis și Liquidambar orientalis (Platanion orientalis), Galerii și tufărișuri riverane sudice (Nerio-Tamaricetea și Securinegion tinctoriae), Păduri de Olea și Ceratonia, Păduri de Quercus ilex și Quercus rotundifolia.
La baza desemnării sitului se află mai multe specii protejate:
- pești (4): Alosa fallax, Barbus sperchiensis, Cobitis stephanidisi, Cobitis vardarensis
- reptile (1): Chelonia mydas

Pe lângă speciile protejate, pe teritoriul sitului au mai fost identificate 12 specii de plante, 6 specii de păsări, 1 specie de nevertebrate, 5 specii de pești.